# Mashishing
Mashishing (bis 2006 Lydenburg) ist eine Stadt in der Provinz Mpumalanga in Südafrika. Der frühere Name leitet sich aus dem Niederländischen ab und bedeutet „Stadt des Leidens“. Von 1856 bis 1857 war das damalige Lydenburg Hauptstadt der Burenrepublik Republik Lydenburg.
Mashishing liegt am Spekboom, einem Nebenfluss des Olifant-Flusses, am Fuß des Long Tom Pass. 2011 hatte die Stadt 40.714 Einwohner.

## Geschichte

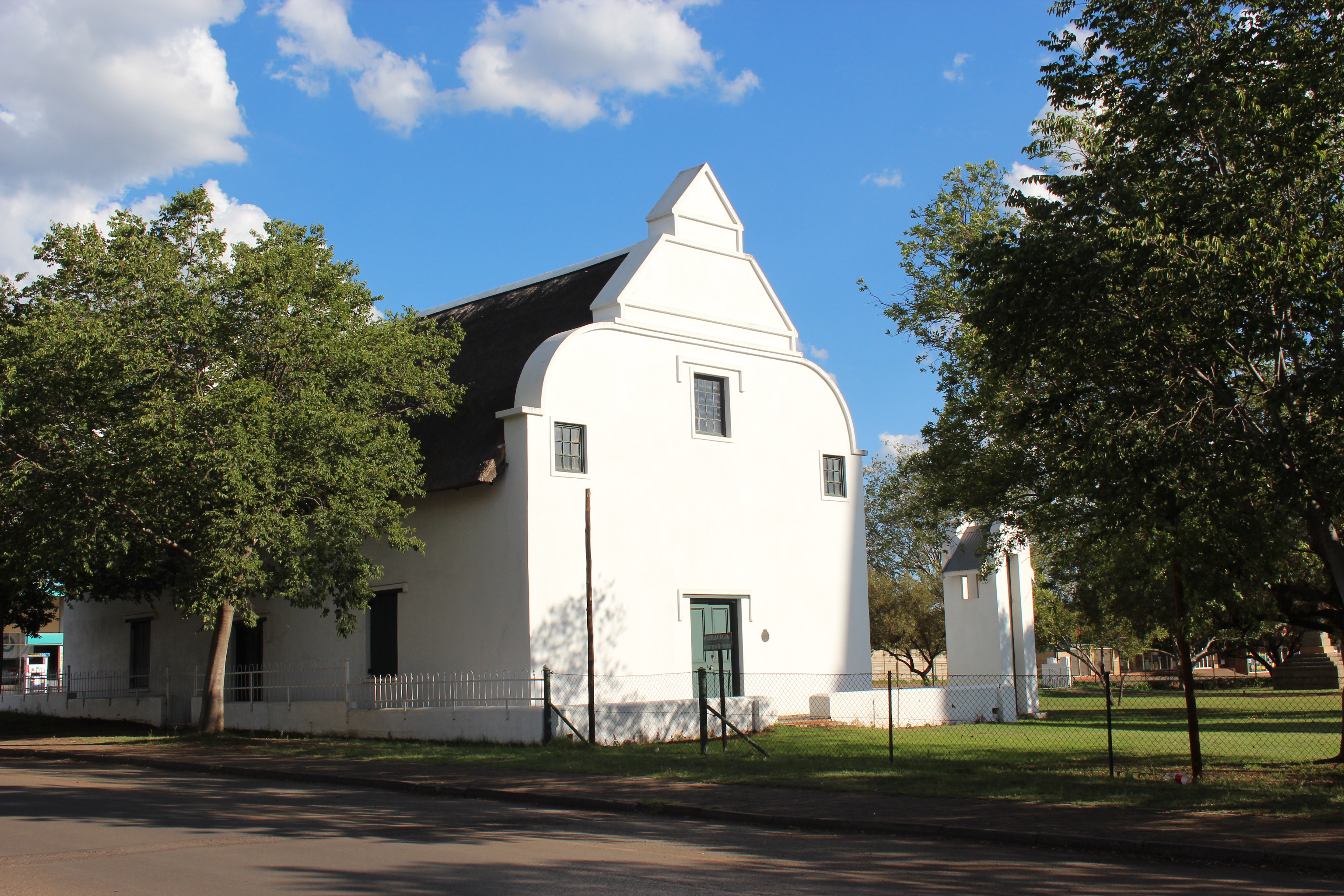
Voortrekker-Kirche in Mashishing

Lydenburg wurde 1849 durch eine Gruppe von Voortrekkern unter der Führung von Andries Potgieter gegründet. Sie mussten ihre vorausgehende Siedlung Ohrigstad (im Norden) wegen einer Malariaepidemie verlassen. Die Stadt wurde 1856 Hauptstadt der Republik Lydenburg (De Republiek Lydenburg in Zuid Afrika). 1857 schloss sie sich der Republik Utrecht an, wobei diese beiden Republiken 1860 in der Zuid Afrikaanse Republiek (ZAR) aufgingen.
Im Laufe der Zeit gewann Lydenburg an Einfluss, da es auf der Wagenroute zur als Hafen genutzten Delagoa-Bucht (heute Maputo-Bucht) lag, welche nicht von den britischen Behörden kontrolliert wurden. Unter Präsident Thomas François Burgers begann Abraham Espag 1871 mit dem Straßenbau. Die ersten Wagen aus Richtung Delagoa-Bucht kamen 1874 an. Am 6. Februar 1873 wurde Schwemmlandgold entdeckt; innerhalb von drei Monaten wurden die Lydenburg-Goldfelder proklamiert.
1880 brach der Erste Burenkrieg zwischen Großbritannien und der Republik Transvaal aus. Eine britische Garnison unter Leutnant Walter Hillyar Colquhoun Long übernahm die Herrschaft über das damalige Lydenburg, um die Goldfelder zu kontrollieren. Die Stadt war der Ausgangspunkt, von dem das 94. Regiment unter dem Befehl des Leutnant Anstruther nach Pretoria marschierte. Der Rest der Garnison wurde daraufhin bei Lydenburg belagert. Seit 1910 ist die Stadt an das Eisenbahnnetz angeschlossen. 1927 wurde ihr der Status einer Stadtgemeinde verliehen.
Am 30. Juni 2006 wurde die Stadt von Lydenburg in Mashishing umbenannt.

## Bevölkerung
Mashishing ist ein Teil der Thaba-Chweu-Stadtgemeinde, mit einer Bevölkerung von 98.387 (Stand 2011). Von diesen waren 81,60 % Schwarze, 14,53 % Weiße, 2,63 % Farbige und 0,60 % Asiaten.

## Wirtschaft
Mashishing ist das Zentrum der südafrikanischen Fliegenfischindustrie sowie der Landwirtschaft und des Bergbaus.

## Sehenswürdigkeiten
Die frühesten bekannten Formen afrikanischer Plastiken, die Lydenburg Heads, wurden in diesem Gebiet in den späten 1950er Jahren gefunden. Sie reichen bis 400 n. Chr. zurück.

## Persönlichkeiten
- Cilliers Breytenbach (* 1954), evangelischer Theologe und Hochschullehrer